# Lettonia al Junior Eurovision Song Contest
La Lettonia ha partecipato 5 volte sin dal suo debutto nel 2003. La rete che ha curato le varie partecipazioni è la LTV, si è ritirata dalla competizione nel 2006 per problemi economici, tornando nel 2010 e di nuovo nel 2012 probabilmente per lo stesso motivo.

## Partecipazioni
- Primo posto
- Secondo posto
- Terzo posto
- Ultimo posto

| Anno                                    | Artista                             | Canzone                     | Lingua  | Posizione | Posizione |
| Anno                                    | Artista                             | Canzone                     | Lingua  | Finale    | Punti     |
| --------------------------------------- | ----------------------------------- | --------------------------- | ------- | --------- | --------- |
| 2003                                    | Dzintars Cica                       | Tu esi vasarā               | Lettone | 9º        | 37        |
| 2004                                    | Mārtiņš Tālbergs & C-Stones Juniors | Balts vai melns             | Lettone | 17º       | 3         |
| 2005                                    | Kids4Rock                           | Es esmu maza, jauka meitene | Lettone | 11º       | 50        |
| Nessuna partecipazione dal 2006 al 2009 |                                     |                             |         |           |           |
| 2010                                    | Šarlote Lenmane                     | Viva la dance               | Lettone | 10º       | 51        |
| 2011                                    | Amanda Bašmakova                    | Moondog                     | Lettone | 13º       | 31        |
| Nessuna partecipazione dal 2012 al 2025 |                                     |                             |         |           |           |

## Storia delle votazioni
Al 2011, le votazioni della Lettonia sono state le seguenti: 
Punti dati
| Posizione | Stato       | Punti |
| --------- | ----------- | ----- |
| 1         | Bielorussia | 42    |
| 2         | Russia      | 28    |
| 3         | Spagna      | 23    |
| 4         | Paesi Bassi | 21    |
| 5         | Regno Unito | 19    |

Punti ricevuti
| Posizione | Stato                          | Punti |
| --------- | ------------------------------ | ----- |
| 1         | Lituania                       | 15    |
| 2         | Bielorussia Macedonia del Nord | 14    |
| 3         | Paesi Bassi                    | 12    |
| 4         | Malta                          | 11    |
| 5         | Croazia Moldavia               | 10    |